# سی‌اچ‌سی هلی‌کوپتر سرویس
سی‌اچ‌سی هلی‌کوپتر سرویس (به انگلیسی: CHC Helikopter Service) یک شرکت هواپیمایی با کد یاتا L5 است که در تاریخ ۱۹۵۶ میلادی تأسیس شده است.
دفتر مرکزی سی‌اچ‌سی هلی‌کوپتر سرویس در استاوانگر واقع شده‌است و قطب این شرکت هواپیمایی در فرودگاه سولا استاوانگر قرار دارد.